# Bahnhof Jühnde
Der Bahnhof Jühnde ist ein Betriebsbahnhof der Schnellfahrstrecke Hannover–Würzburg. Er liegt südöstlich der niedersächsischen Gemeinde Jühnde und trägt daher seinen Namen.

## Lage
Der Betriebsbahnhof liegt am Scheitelpunkt des Neubaustreckenabschnitts Göttingen–Kassel auf einer Höhe von rund 280 m ü. NN. Von hier fällt die Strecke nach Süden, bis zur Werratalbrücke Hedemünden um rund 96 Höhenmeter ab. Südwestlich folgt auf den Bahnhof der Mackenrodttunnel. Nordöstlich folgt der Endelskamptunnel. Der etwa 13 km entfernte Bahnhof Göttingen (148 m ü. NN) liegt etwa 130 m tiefer.
Der viergleisige Bahnhof setzt sich aus den durchgehenden Hauptgleisen und zwei Überholgleisen zusammen. Im Nord- und Südkopf des Bahnhofs verbinden Gleiswechsel mit je vier Weichen die beiden Streckengleise. Darüber hinaus wurde am Bahnhof ein Weichenmontageplatz eingerichtet.
Das vorhandene Stellwerk der Bauart Sp Dr S600 wird im Regelfall vom Stellwerk in Göttingen ferngesteuert. 
Im nördlichen Bahnhofsbereich unterqueren der Fluss Mühlengraben und ein Wirtschaftsweg den Bahnhof. Im südlichen Bereich liegt der Bahnhof bis zum Voreinschnitt des Mackenrodttunnels auf einem bis zu 14 m hohen Damm.

## Geschichte
Die Anforderungen an einen Überholbahnhof – oberirdische Lage und maximale Längsneigung von 1,5 Promille – ließen den heutigen Standort als einzigen im Streckenabschnitt zwischen Kassel und Göttingen in Frage kommen.
In der Planungs- und Bauphase lag die Station im 3.935 m langen Planfeststellungsabschnitt 4.3 (Jühnde/Barlissen).
In die Sanierung des Streckenabschnitts Kassel–Göttingen, zwischen dem 23. April 2021 bis 16. Juli 2021, war auch der Bahnhof einbezogen. In Nord- und Südkopf wurden jeweils sechs Weichen (Typ EW 60-1200) erneuert, die Gleise 702 und 703 umgebaut sowie die Gleise 703 und 704 durchgearbeitet. Bei Nacharbeiten entgleiste am 19. September 2021 ein Bauzug in einer Weiche, wodurch es zu einer Streckensperrung und anschließend eingleisiger Betriebsführung im Bahnhof kam.